# Dwars door België 1992
La Dwars door België 1992, quarantasettesima edizione della corsa, si svolse il 25 marzo su un percorso di 200 km, con partenza ed arrivo a Waregem. Fu vinta dal tedesco Olaf Ludwig della squadra Panasonic-Sportlife davanti all'olandese Michel Zanoli e al belga Jean-Pierre Heynderickx.

## Ordine d'arrivo (Top 10)
| Pos. | Corridore               | Squadra                                | Tempo    |
| ---- | ----------------------- | -------------------------------------- | -------- |
| 1    | Olaf Ludwig             | Panasonic-Sportlife                    | 4h46'00" |
| 2    | Michel Zanoli           | Motorola                               | s.t.     |
| 3    | Jean-Pierre Heynderickx | Collstrop- Garden Wood-Histor          | s.t.     |
| 4    | Johan Museeuw           | Lotto                                  | s.t.     |
| 5    | Wilfried Nelissen       | Panasonic-Sportlife                    | s.t.     |
| 6    | Jan Bogaert             | Assur Carpets-Willy Naessens-Euroclean | s.t.     |
| 7    | Adrie van der Poel      | Tulip                                  | s.t.     |
| 8    | Jan Goessens            | MG Boys Maglificio-Technogym           | s.t.     |
| 9    | Mario Traxl             | Varta-ELK Haus-N?                      | s.t.     |
| 10   | Marcel Wüst             | R.M.O.                                 | s.t.     |